# TC-2216
TC-2216 je lek koji je razvilo preduzeće Targacept. On deluje kao parcijalni agonist neuronskih nikotinskih acetilholinskih receptora i izučava se za moguću primenu u lečenju anksioznosti i depresije.